# Figlie di Maria missionarie
Le Figlie di Maria Missionarie sono un istituto religioso femminile di diritto pontificio: le suore di questa congregazione pospongono al loro nome la sigla F.M.M.

## Storia
Le origini della congregazione risalgono alla pia unione delle Figlie di Maria di Pigna, sodalizio diretto dal sacerdote lombardo Giacinto Bianchi (1835-1914): accogliendo la richiesta del canonico genovese Antonio Belloni di sostegno per l'orfanotrofio di Betlemme, da lui fondato poco prima, Bianchi ne raccomandò le sorti alle Figlie di Maria e l'11 febbraio 1875 sei di loro si ritirarono a vita comune per prepararsi spiritualmente al lavoro in Palestina.
Le suore dovettero presto lasciare l'orfanotrofio e tornare in patria. Prima di morire, Bianchi affidò la direzione della comunità a Eduardo Brettoni, vescovo di Reggio Emilia, sotto la cui guida la congregazione si sviluppò e ottenne il riconoscimento pontificio.
Diffusesi rapidamente in varie località d'Italia, nel 1952 le suore si stabilirono anche in Brasile, dove fu aperto un noviziato.
La congregazione ricevette il pontificio decreto di lode il 1º maggio 1934 e l'approvazione definitiva dalla Santa Sede il 26 gennaio 1942.

## Attività e diffusione
La finalità dell'istituto sono quelle di aiutare i missionari nella loro opera di evangelizzazione e di curare l'istruzione e l'educazione cristiana della gioventù.
Oltre che in Italia, le suore sono presenti in Africa (Repubblica Centrafricana, Costa d'Avorio) e nelle Americhe (Brasile, Ecuador); la sede generalizia è a Roma.
Alla fine del 2008 la congregazione contava 124 religiose in 22 case.